# Семулики (национальный парк)
Семулики — национальный парк в юго-западной части Уганды. Находится в округе Бундибугио.

## История
Территория национального парка охраняется с 1932 года. В 1933 году Семулики получил статус национального парка.

## География
Национальный парк Семулики находится на границе Уганды с Демократической Республикой Конго. Горы Рувензори находятся к юго-востоку от парка, а озеро Альберт — к северу. Высоты национального парка колеблются от 670 до 760 метров над уровнем моря. Территория парка составляет 219 км².

## Климат
Средняя температура составляет 17 °С. Самый теплый месяц — февраль, при средней температуре 20 °C, самый холодный — ноябрь, при средней температуре 14 °C. Среднее количество осадков составляет 1129 миллиметров в год. Самый влажный месяц — сентябрь (195 мм осадков), а самый сухой — январь (21 мм осадков).

## Природа
Территория национального парка находится на стыке нескольких климатических и экологических зон, поэтому флора и фауна этих мест очень разнообразна. Преобладающим видом растительности национального парка является низменный влажный тропический лес. Зарегистрировано 305 видов деревьев. Богата и фауна Семилуки. Здесь насчитывается более 400 видов птиц, 60 видов млекопитающих (в том числе 8 видов приматов) и почти 460 видов бабочек.

## Туризм
Приехав в парк, туристы могут остановится в кемпингах, также можно самостоятельно разбить палатки в лесу. Большинство посетителей приезжают в Семилуки из-за горячих источников. Горячие источники Семулики представляют собой нечто вроде гейзеров, вырывающихся из невысоких конусов, а также, ямок с кипящей водой. Интересным занятием в парке является варка яиц в гейзерах.

## Галерея

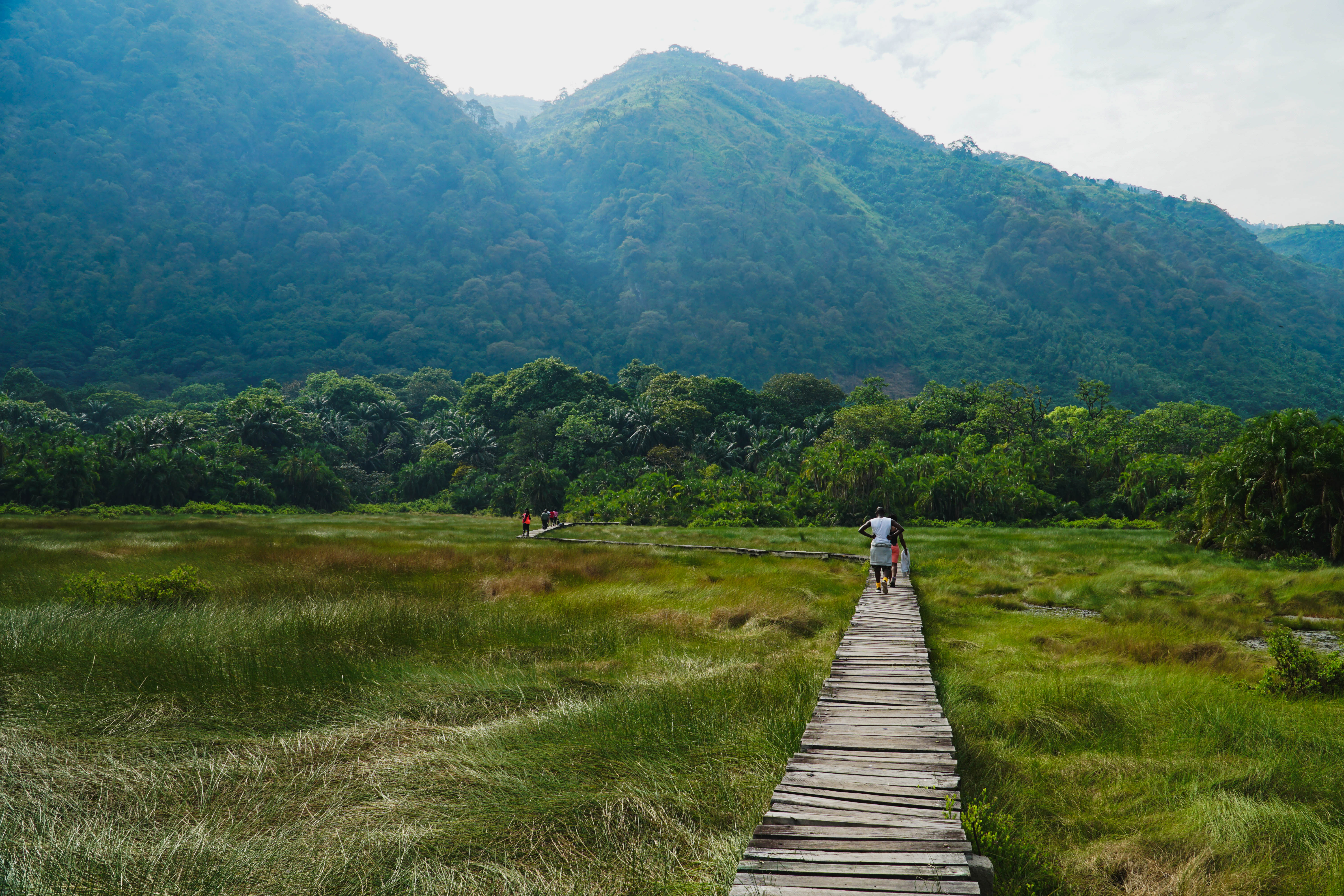
Дорожка для посетителей в национальном парке
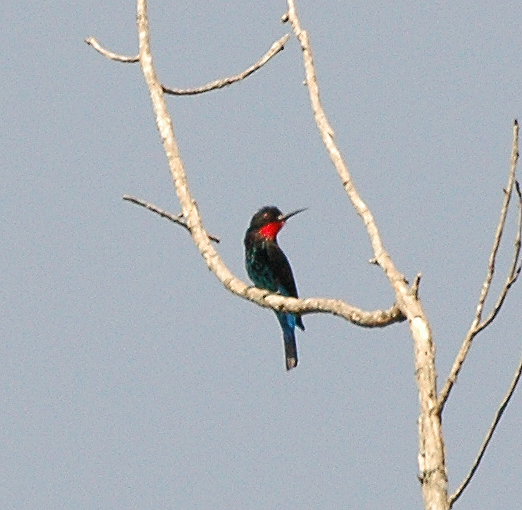
Чёрная щурка
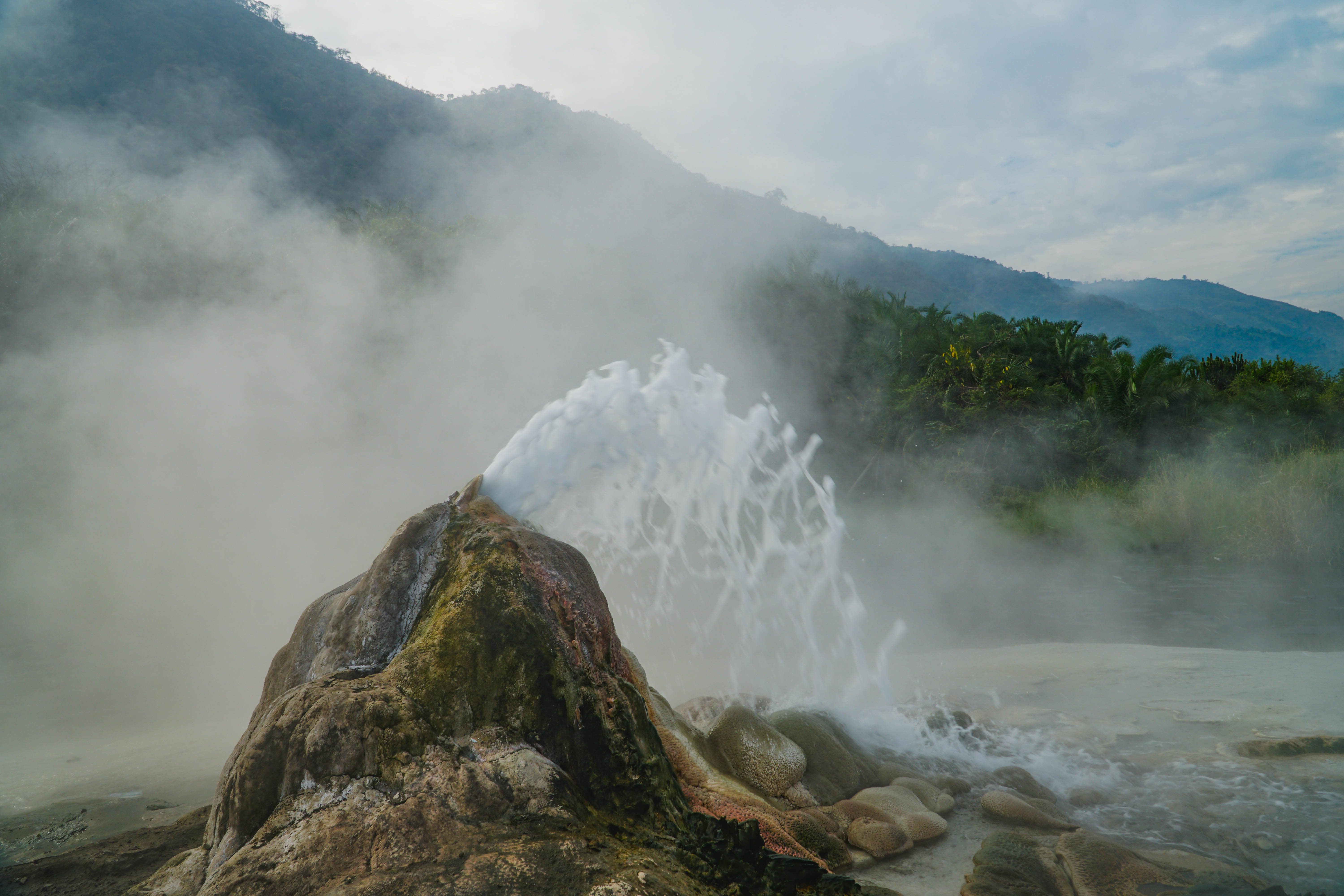
Бурлящий гейзер
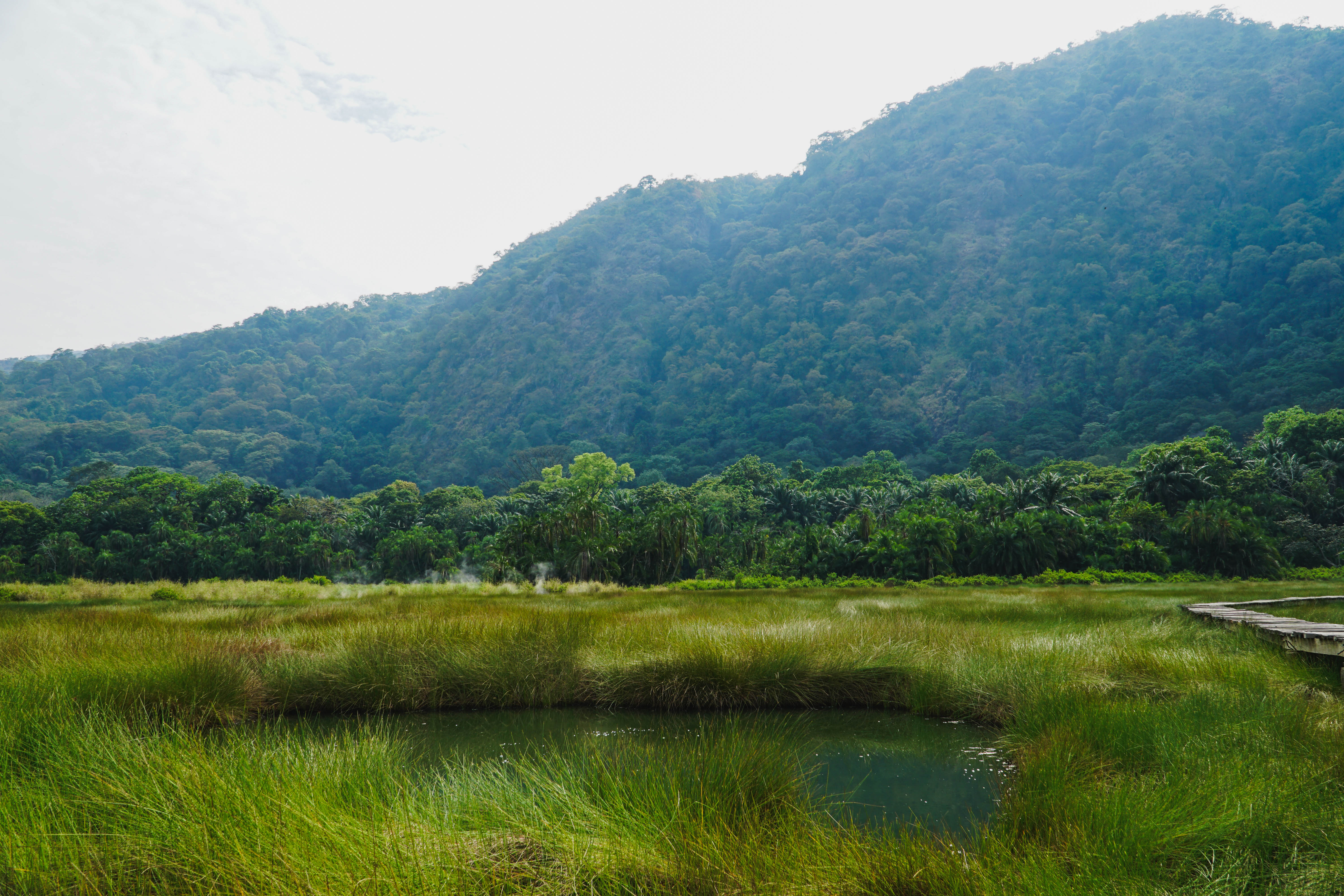
Участок водно-болотных угодий